# Atanazy Raczyński
Atanazy Raczyński herbu Nałęcz (ur. 2 maja 1788 w Poznaniu, zm. 21 sierpnia 1874 w Berlinie) – hrabia i ziemianin wielkopolski, polityk, dyplomata, historyk sztuki i kolekcjoner. Był synem Filipa, młodszym bratem Edwarda, I ordynat na Obrzycku, deputowany ze stanu rycerskiego z powiatu poznańskiego na sejm prowincjonalny Wielkiego Księstwa Poznańskiego w 1827 i w 1830, deputowany z powiatu wrzesińskiego na sejm w 1837, deputowany z głosem wirylnym na sejm w 1841.

## Życiorys
W latach młodości studiował we Frankfurcie i Berlinie. W czasie wojen napoleońskich żołnierz armii napoleońskiej i Księstwa Warszawskiego (1806-1809). Odznaczony krzyżem złotym Virtuti Militari. Później związany z dworem Hohenzollernów w Berlinie. Był, między innymi, długoletnim ambasadorem pruskim w Lizbonie i Madrycie oraz dziedzicznym członkiem pruskiej Izby Panów. Powodowało to wzrastającą (i odwzajemnioną) niechęć ze strony patriotycznie usposobionego starszego brata.
W 1816 poślubił Annę Elżbietę Radziwiłł, z którą miał jednego syna, Karola Edwarda Raczyńskiego, urodzonego w 1817.
W 1820 Atanazy otrzymał pruski Order Orła Czerwonego II klasy, a w 1861 ten sam order w I klasie. Od 1824 pruski hrabia, od 1834 z dodatkami w herbie, był też szambelanem i tajnym radcą przy pruskim królu.
Znany był przede wszystkim jako kolekcjoner i koneser malarstwa zachodnioeuropejskiego, autor licznych monografii teoretycznych poświęconych sztuce. W 1853 założył galerię, która miała zbiory, głównie sztuki hiszpańskiej. Atanazy planował umieszczenie swojej kolekcji w specjalnym skrzydle dobudowanym w latach 1829-1830 (według projektu Karla Friedricha Schinkla) do gmachu Biblioteki Raczyńskich w Poznaniu. Jednak narastające nieporozumienia z Edwardem (fundatorem Biblioteki Raczyńskich) spowodowały, że porzucił ten pomysł, a dzieła sztuki ze swej kolekcji eksponował przejściowo w Berlinie, następnie w swoich posiadłościach w Gaju Małym i Zawadzie. Obecnie zbiory Atanazego stanowią trzon kolekcji malarstwa obcego Muzeum Narodowego w Poznaniu. Niewykorzystaną galerię Schinkla przebudowano na hotel („Hotel Drezdeński”), budynek zniszczono całkowicie podczas walk w 1945.
Pierwsza berlińska galeria Atanazego Raczyńskiego mieściła się w okazałym domu arystokraty przy głównym bulwarze Berlina: w pałacu przy ulicy Unter den Linden 21. Polski hrabia kupił go w roku 1834, a dwa lata później umieścił w jego oficynie swoją kolekcje obrazów (tę, która pierwotnie miała trafić do Poznania). W tym okresie lokatorką Atanazego Raczyńskiego była słynna niemiecka pisarka i gospodyni znanego salonu sztuki, Bettina von Arnim: arystokrata wynajął jej górne piętro swego domu.
Niemiecki król, Friedrich Wilhelm IV, który niezwykle cenił Raczyńskiego i najchętniej widziałby zgromadzone przez niego zbiory malarstwa w Berlinie na stałe,  podarował mu teren w samym centrum miasta pod budowę nowego pałacu i galerii: na dawnym placu ćwiczebnym armii i tuż przy słynnej Bramie Brandenburskiej. Władca postawił jeden warunek: kolekcja Raczyńskiego miała być dostępna dla wszystkich, którzy pragnęli ją oglądać.
Pałac Raczyńskich, znany do dziś jako "Palais Raczynski", zaprojektowany przez kolejną sławę berlińskiej architektury, Heinricha Stracka, wybudowano w 1842-1844. Jego południowy pawilon książę udostępnił innemu wielkiemu artyście: Peter von Cornelius, autor olbrzymiego fresku "Sąd Ostateczny" oraz innych malowideł na ścianach kościoła św. Ludwika w Monachium,  otworzył w nim swoje atelier (stąd późniejsza nazwa pawilonu, „Cornelius-Haus“). W późniejszym okresie w atelier w południowym pawilonie Pałacu Raczyńskich pracował też, między innymi, Gustav Graef.
Po śmierci Atanazego Raczyńskiego w 1874 roku, został pochowany w Berlinie. Jego syn Karol Edward, sprzedał pałac państwu niemieckiemu, które wybrało ten teren pod budowę nowego budynku pruskiego parlamentu. Dziś na miejscu dawnego Pałacu Raczyńskich stoi niemiecki Reichstag.
Atanazy Raczyński był twórcą i pierwszym ordynatem Ordynacji Obrzyckiej od 1825, grupującej majątki Raczyńskich na północny zachód od Poznania, która aż do II wojny światowej pozostawała w rękach tzw. niemieckiej linii Raczyńskich. Oprócz tego, poprzez małżeństwo z Anną Radziwiłł (w 1816) wszedł w posiadanie dóbr tzw. "klucza dębickiego" na Podkarpaciu, gdzie mieszkał w pałacu we wsi Zawada, zaś w mieście Dębica wybudowano kaplicę grobową Raczyńskich dla jego żony, syna i synowej.
Wydał przewodniki: „Sztuka portugalska” (wyd. w 1846) oraz „Historia sztuki nowoczesnej Niemiec” (wyd. w Paryżu 1836).